# Сюзанна Маршаль
Сюзанна Шуйнар-Маршаль (фр. Suzanne Chouinard Martel, 8 жовтня 1924 — 29 липня 2012) — квебекська журналістка та прозаїк, авторка науково-фантастичних та дитячих творів.

## Біографія
Сюзанна Шуйнар була донькою Франсіса Ксав'є Шуйнара, клерка міста Квебек у 1927—1961 роках, та леді Куйяр, яка мешкала на вулиці де Берньєр у Квебеку до 1963 року. Її молодша сестра Монік стала добре відомою у Квебеку як Монік Корріво, авторка понад двадцяти романів для підлітків, переважно фантастичних.
У дитинстві та підлітковому віці вони писали про пригоди цих сорока вигаданих персонажів, яких вони пізнали так само як і свою власну родину. Вони були настільки прив'язані до своїх творів, що, коли їм виповнилося дванадцять років, їхня мати заборонила їм писати понад вісім годин на день. Пізніше, коли вони досягли повноліття, вони обирали по черзі одного з членів клану Монкорб'є і писали про його пригоди. Це стане найоб'ємнішою сагою в літературній історії Квебеку. До смерті Монік Корріво у 1976 році сестри написали одна для одної п'ятнадцять романів про своїх героїв. Ця сага досі залишається значною мірою неопублікованою.
Сюзанна Маршаль, уродженка Квебеку, розпочала свій науковий шлях в Урсулінській школі у Квебеку, а потім продовжила вивчати літературу та мови в Торонтському університеті. Її письменницька кар'єра розпочалася в 1945 році як журналістки Le Soleil, а в 1946 році вона перейшла на фриланс.
Після Другої світової війни Маршаль оселилася в Оутремоні зі своїм чоловіком-юристом Морісом Маршалем, і разом вони виростили шістьох синів. У 1963 році вона здобула літературне визнання, опублікувавши свою першу книгу «Чотири Монреаля у 3000 році» (фр. Quatre Montréalais en l'an 3000), новаторський науково-фантастичний роман для юнацтва. Цей твір у пізнішому виданні, отримав престижну премію Канадської асоціації франкомовних видавців. Він вважається першим науково-фантастичним романом Квебеку і продовжує залишатися частиною шкільної програми.
Письменницька кар'єра Маршаль також включала заснування щотижневого дитячого видання «Сафарі» (фр. Safari) в газеті «Montréal-Matin» у 1971 році, де вона працювала редактором до 1974 року. Згодом вона стала автором численних пригодницьких романів, які закріпили за нею репутацію однієї з найвидатніших письменниць Квебеку та Канади. Сюзанна Маршаль померла в Сент-Аделі 29 липня 2012 року в оточенні своєї родини.

## Твори
- Quatre Montréalais en l'an 3000, 1963.
- Lis-moi la baleine, 1966.
- Jeanne, fille du Roy, 1974.
- Titralak, cadet de l'espace, 1974.
- Pi-Oui, 1975.
- À la découverte du Gotal, 1979.
- L'apprentissage d'Arahé, 1979.
- Premières armes — 1918, 1979.
- Nos amis robots, 1981.
- La baie du Nord, 1980.
- Menfou Carcajou, 1980.
- Au temps de Marguerite Bourgeoys, quand Montréal était un village, 1982.
- L'enfant de lumière, 1983.
- Contes de Noël, 1984.
- Un orchestre dans l'espace, 1985
- Les chemins d'eau, 1993.
- Une belle journée pour mourir, 1993.
- Arnaud de Montcorbier — 1914, 1997.
- La musique de la lune — 1919, 1998.
- Les aigles d'argent, 1999.